# Quận Broadwater, Montana
Quận Boadwater là một quận thuộc tiểu bang Montana, Hoa Kỳ.
Quận này được đặt tên theo. Theo điều tra dân số của Cục điều tra dân số Hoa Kỳ năm 2000, quận có dân số người. Quận lỵ đóng ở.

## Địa lý
Theo Cục điều tra dân số Hoa Kỳ, quận có diện tích km2, trong đó có km2 là diện tích mặt nước.

## Thông tin nhân khẩu
Theo điều tra dân số 2 năm 2000, quận này đã có dân số 4.385 người, 1.752 hộ gia đình, và 1.270 gia đình sống trong quận hạt. Mật độ dân số là 4 người trên một dặm vuông (1/km ²). Có 2.002 đơn vị nhà ở với mật độ trung bình 2 trên một dặm vuông (1/km ²). Thành phần chủng tộc của cư dân sinh sống trong quận gồm 97,04% người da trắng, 0,27% da đen hay Mỹ gốc Phi, 1,16% người Mỹ bản xứ, 0,11% châu Á, Thái Bình Dương 0,07%, 0,34% từ các chủng tộc khác, và 1,00% từ hai hoặc nhiều chủng tộc. 1,32% dân số là người Hispanic hay Latino thuộc một chủng tộc nào. 25,5% là người gốc Đức, gốc Anh 14,5%, 12,9% người Ailen, Na Uy 9,9% và 6,3% gốc Pháp theo điều tra dân số năm 2000. 98,0% nói tiếng Anh và 1,3% tiếng Đức là ngôn ngữ đầu tiên của họ.
Có 1.752 hộ, trong đó 30,10% có trẻ em dưới 18 tuổi sống chung với họ, 61,40% là đôi vợ chồng sống với nhau, 6,90% có nữ hộ và không có chồng, và 27,50% là không lập gia đình. 24,10% hộ gia đình đã được tạo ra từ các cá nhân và 9,90% có người sống một mình 65 tuổi hoặc lớn tuổi hơn là người. Cỡ hộ trung bình là 2,47 và cỡ gia đình trung bình là 2,91.
Trong quận cơ cấu độ tuổi dân cư được trải ra với 25,20% dưới độ tuổi 18, 4,80% 18-24, 26,20% 25-44, 27,40% từ 45 đến 64, và 16,40% từ 65 tuổi trở lên người. Độ tuổi trung bình là 41 năm. Đối với mỗi 100 nữ có 104,00 nam giới. Đối với mỗi 100 nữ 18 tuổi trở lên, đã có 103,70 nam giới.
Thu nhập trung bình cho một hộ gia đình trong quận đạt mức USD 32.689, và thu nhập trung bình cho một gia đình là USD 36.524. Phái nam có thu nhập trung bình USD 28.495 so với 19.500 USD đối với phái nữ. Thu nhập bình quân đầu người là 16.237 USD. Có 7,60% gia đình và 10,80% dân số sống dưới mức nghèo khổ, bao gồm 13,70% những người dưới 18 tuổi và 7,90% của những người 65 tuổi hoặc cao hơn.